# مهدی میرداوودی
مهدی میرداوودی (انگلیسی: Mehdi Mirdavoudi؛ زادهٔ ۱۱ سپتامبر ۱۹۷۷) یک بوکسور اهل ایران است.